# William Grenfell, 1. Baron Desborough

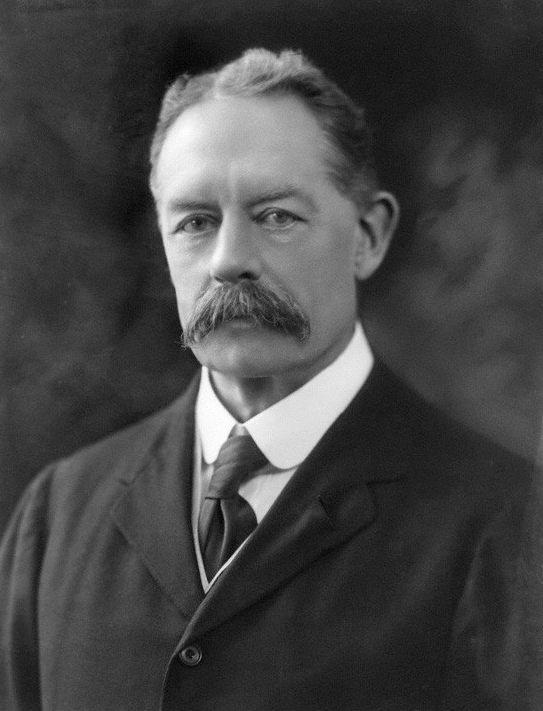
William Grenfell, 1. Baron Desborough (1921)

William Henry Grenfell, 1. Baron Desborough, KG, GCVO, (* 30. Oktober 1855 in London; † 9. Januar 1945 in Hertford) war ein britischer Sportler, Politiker und Sportfunktionär.
Sowohl sein Vater Charles William Grenfell als auch sein Onkel Henry Riversdale Grenfell und sein Urgroßvater Pascoe Grenfell waren Abgeordnete des britischen Unterhauses gewesen. Nach seiner Kindheit im Rittergut Taplow Court erhielt William Grenfell seine Ausbildung an der Harrow School, einem renommierten Internat. Anschließend studierte er am Balliol College.

## Sport
Er nahm für die University of Oxford an Ruderrennen teil und war Präsident sowohl des Ruderclubs als auch des Leichtathletik-Clubs. 1877 und 1878 ruderte mit dem Oxford-Achter beim traditionsreichen Boat Race gegen die University of Cambridge (ein Unentschieden und ein Sieg). Von 1888 bis 1890 war er dreimal hintereinander britischer Meister mit dem Stocherkahn; darüber hinaus durchquerte er mit einem Achter den Ärmelkanal und benötigte für die Strecke London–Oxford auf der Themse 22 Stunden, womit er mit seinen zwei Begleitern einen neuen Rekord aufstellte. Neben dem Rudern übte William Grenfell zahlreiche andere Sportarten aus. Zweimal durchquerte er schwimmend den Niagara River unmittelbar unter den Niagarafällen, bestieg zahlreiche Viertausender in den Walliser Alpen (das Matterhorn bezwang er auf drei verschiedenen Routen), ging fischen und auf Großwildjagd.
In späteren Jahren gehörte er der Rennleitung der Henley Royal Regatta an, war Präsident der Amateur Fencing Association (britischer Fechtverband), des Marylebone Cricket Club und der Lawn Tennis Association (britischer Tennisverband). 1906 nahm er im Alter von 51 Jahren an den inoffiziellen Olympischen Zwischenspielen teil und gewann mit der britischen Fechtmannschaft die Silbermedaille. Im selben Jahr wurde er von Pierre de Coubertin zum Mitglied des Internationalen Olympischen Komitees ernannt. 1905 war er zum ersten Präsidenten der British Olympic Association gewählt worden; in diesem Amt (das er bis 1913 innehatte) war er maßgeblich dafür verantwortlich, dass die Olympischen Sommerspiele 1908 in London stattfanden; er übernahm auch den Vorsitz des Organisationskomitees. Der Präsident des amerikanischen Nationalen Olympischen Komitees, Caspar Whitney, wollte ihn zum Präsidenten eines neuen internationalen Olympischen Komitees als eine Art Vollversammlung der Nationalen Olympischen Komitees wählen lassen. Desborough ließ sich hierauf aber nicht ein.

## Politik
Neben seinem Engagement als Sportler und Sportfunktionär war William Grenfell auch politisch aktiv. 1880 wurde das Mitglied der Liberal Party ins britische Unterhaus gewählt. Er verlor seinen Sitz zwei Jahre später, wurde aber bereits 1885 wiedergewählt. Als Abgeordneter war er zugleich Privatsekretär von Schatzkanzler William Vernon Harcourt. Nach nur einem Jahr verlor er seinen Parlamentssitz wieder, als die Regierung von William Ewart Gladstone gestürzt wurde.

Wappen des William Grenfell, 1. Baron Desborough

Erst 1892 wurde Grenfell wieder ins Parlament gewählt. Allerdings wollte er Gladstones zweiten Home-Rule-Gesetzesvorschlag nicht unterstützen und zog es vor, im September 1893 zurückzutreten. Er trat zur Conservative Party über und wurde im Jahr 1900 erneut gewählt. Neben seiner Tätigkeit im Parlament hatte er zahlreiche kommunale Ämter inne und war in den Aufsichtsräten mehrerer Organisationen vertreten. Außerdem war er Präsident der Londoner Handelskammer und des britischen Landwirtschaftsverbandes. Für seine sportlichen und politischen Verdienste wurde William Grenfell am 30. Dezember 1905 als Baron Desborough, of Taplow in the County of Buckinghamshire, geadelt, womit ein Sitz im House of Lords verbunden war.
Während des Ersten Weltkriegs vertrat er den Minister für Munition in Frankreich, leitete ein Marinekrankenhaus in Southend-on-Sea und stellte sein Anwesen Taplow Court zur Verfügung, um dort Hunderte von kanadischen Krankenschwestern unterzubringen, die in einem benachbarten Krankenhaus Dienst taten. 1921 lehnte er es aus familiären Gründen ab, Generalgouverneur von Kanada zu werden. Von 1924 bis 1929 war er Captain der Yeomen of the Guard.
Durch seine Frau, Ethel Priscilla Fane, die er 1887 geheiratet hatte, erhielt Grenfell Zugang zu den höchsten sozialen Kreisen Englands. Sie veranstaltete Freitag-Montag-Partys, extravagante Kostümbälle und Gartenpartys, die Besucher bis hin zur königlichen Familie nach Taplow Court lockten. Das Ehepaar hatte drei Söhne und zwei Töchter. William Grenfell starb 1945 im Alter von 89 Jahren. Zwei seiner Söhne waren im Ersten Weltkrieg gefallen. Da auch der dritte vorverstorben war, erlosch der Titel mit seinem Tod.

## Sonstiges
Desborough Island, eine Insel in der Themse und der Kanal Desborough Cut wurden nach ihm benannt.

## Orden und Ehrenzeichen
- 1907: Commander des Royal Victorian Order (CVO)
- 1908: Knight Commander des Royal Victorian Order (KCVO)
- 1925: Knight Grand Cross des Royal Victorian Order (GCVO)
- 1929: Knight Companion des Hosenbandordens (KG)